# Процесс четырнадцати
Проце́сс четырна́дцати — судебный процесс, на котором была осуждена В. Н. Фигнер — последний (в России) член Исполнительного комитета «Народной воли» — и 6 членов народовольческой военной организации. Состоялся в Петербургском военно-окружном суде с 24 по 28 сентября (6 октября—10 октября) 1884 года. Судебный процесс по делу «четырнадцати» был закрытым. Стенографический отчет на нём не вёлся.

## Участники процесса

### Председательствующий
- Председатель Петербургского военно-окружного суда генерал-майор В. М. Цемиров.

### Государственный обвинитель
- Товарищ военного прокурора Петербургского военно-окружного суда полковник Г. Д. Рыльке (впоследствии главный военный прокурор Российской империи).

### Защитники
- В. Д. Спасович (Л. В. Чемодановой), П. В. Макалинский (А. П. Штромберга и А. А. Спандони), В. Ф. Леонтьев (В. Н. Фигнер), Б. Б. Дорн (Д. Я. Суровцева и И. П. Ювачева), Б. Н. Казин (М. Ю. Ашенбреннера и А. П. Тихоновича), Д. В. Колюбакин (Н. М. Рогачева). Л. А. Веселовский и В. В. Мазараки (Н. Д. Похитонова). Четверо подсудимых (Л. А. Волкенштейн, В. Г. Иванов, А. И. Немоловский и В. И. Чуйко) отказались от защитников.

### Подсудимые и приговор
1. М. Ю. Ашенбреннер — смертная казнь через повешение, впоследствии заменена вечной каторгой
2. Л. А. Волкенштейн — смертная казнь через повешение, впоследствии заменена 15-летней каторгой
3. В. Г. Иванов — вечная каторга
4. А. И. Немоловский  — вечная каторга, впоследствии заменена 20-летней каторгой
5. Н. Д. Похитонов — смертная казнь через повешение, впоследствии заменена вечной каторгой
6. Н. М. Рогачёв  — смертная казнь через повешение, казнён 10 октября 1884
7. А. А. Спандони — 15 лет каторги
8. Д. Я. Суровцев — 15 лет каторги
9. А. П. Тихонович — смертная казнь через повешение, впоследствии заменена вечной каторгой
10. В. Н. Фигнер — смертная казнь через повешение, впоследствии заменена вечной каторгой
11. Л. В. Чемоданова — 4 года каторги, впоследствии заменена ссылкой в Сибирь
12. В. И. Чуйко — 20 лет каторги
13. А. П. Штромберг — смертная казнь через повешение, казнён 10 октября 1884
14. И. П. Ювачёв — смертная казнь через повешение, впоследствии заменена 15-летней каторгой

## История
Обвинение в значительной мере строилось на показаниях С. П. Дегаева, однако суд отказался приобщить к делу те его показания, которые предъявлялись обвиняемым на следствии.
Процесс был закрытым и проходил в условиях повышенной секретности. По словам подсудимого М. Ю. Ашенбреннера: «Публику изображали <лишь> князь Имеретинский и министр Набоков» (то есть главный военный прокурор и министр юстиции Российской империи на момент проведения процесса).
Последнее слово В. Н. Фигнер было напечатано за границей и нелегально распространялось в России как документ агитационного значения.
Двое из осуждённых (Рогачёв и Штромберг) были казнены, трое (Немоловский, Похитонов и Тихонович) погибли в заключении в Шлиссельбургской крепости.

### Рекомендуемые источники
- Чуйко В. И., К процессу 14-ти. (Из воспоминании участников процесса), в сборнике: Народовольцы, в. 3, М., 1931;
- Ашенбреннер М. Ю. Военная организация Народной воли и другие воспоминания (1860—1904), М., 1924.